# Joseph Altmann (Maler)
Florian Joseph Altmann (geboren 29. November 1795 in Wien; gestorben 7. Juni 1867 ebenda) war ein österreichischer Landschaftsmaler, der überwiegend Ölgemälde und Aquarelle schuf.

## Leben

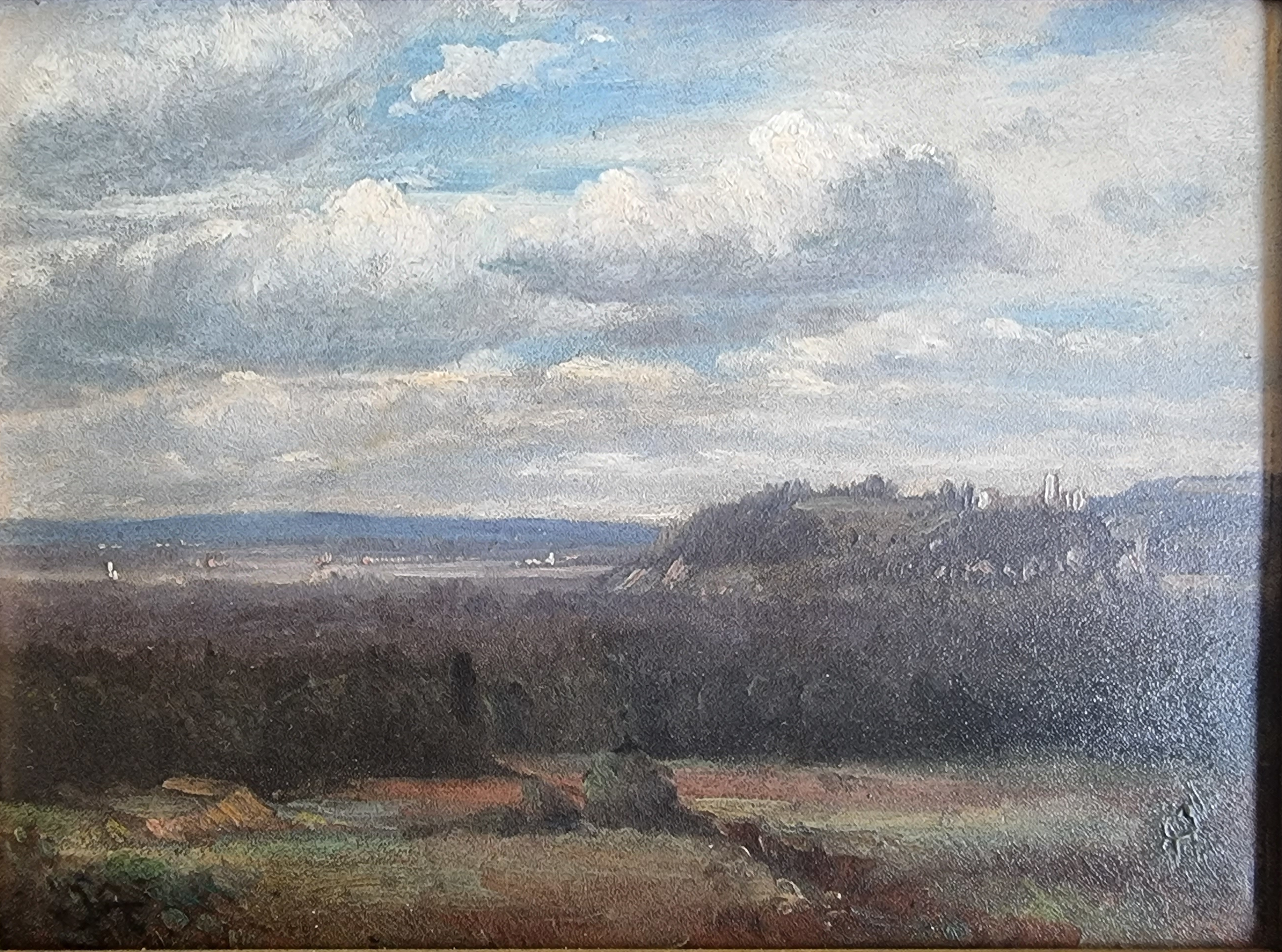
Landschaft bei Salzburg, Öl auf Malkarton, circa 17 × 23 cm, Privatsammlung

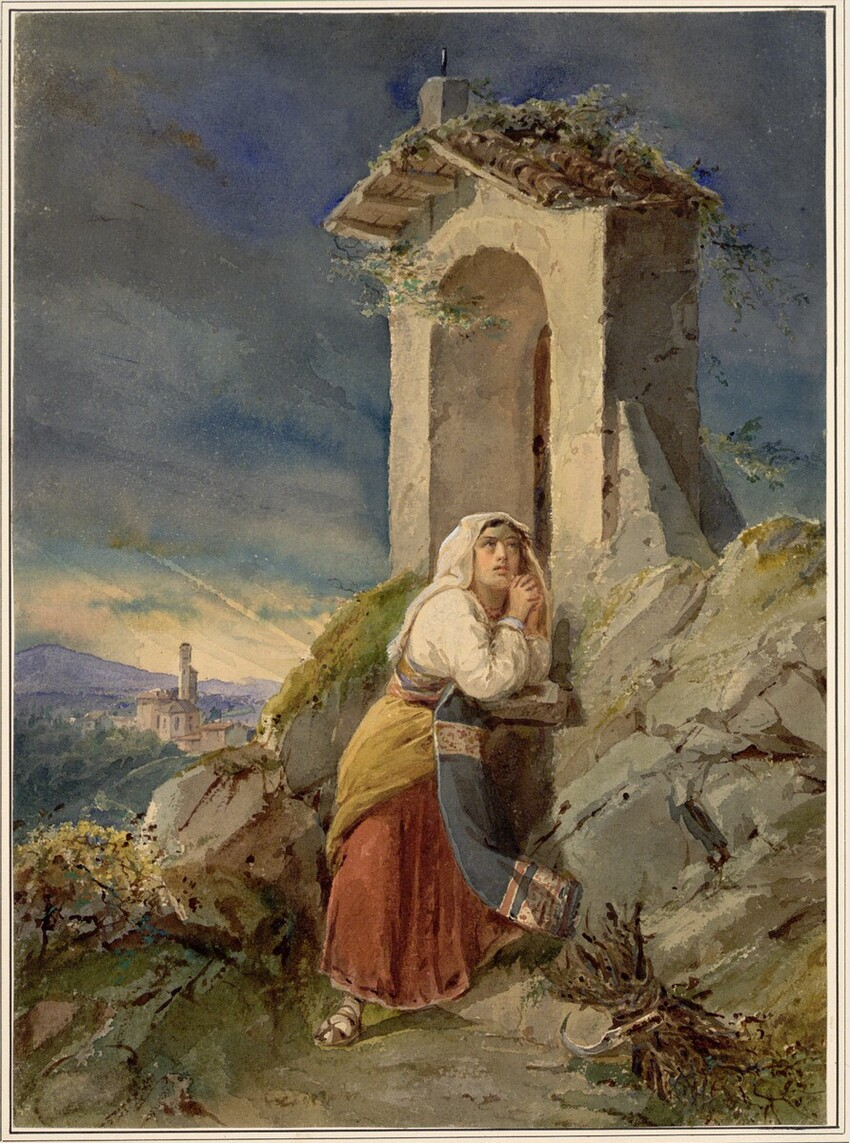
Betende Italienierin, Aquarell, um 1850, ca. 36,3 × 26,5 cm, Albertina, Wien

Joseph Altmann wuchs in einer Malerfamilie auf, die aus Tirol nach Mähren gezogen war. Sein Vater war Joseph Altmann der Heiligen- und historische Bilder für Kirchen und Klöster schuf. Sein Bruder war der Kupferstecher und Maler Anton Altmann der Ältere.
Er besuchte die Wiener Akademie als Schüler von Laurenz Janscha und Josef Mössmer.
Aufgrund seiner Vorliebe für alte Gemälde erwarb er sich durch technische Studien profunde Kenntnisse um alte Meister, die er in seinen späteren Jahren als Restaurator, „als Kunstschätzmeister“ und als Leiter von öffentlichen Wiener Kunstauktionen reicher Gemälde-Sammlungen aus privater Hand anwendete. Aufgrund dieser Betätigungen fand er zum Malen seiner vor allem in früheren Jahren geschaffenen „Ideallandschaften“ kaum noch Muße.